# Eosentomon cocqueti
Eosentomon cocqueti är en urinsektsart som beskrevs av Bruno Condé 1952. Eosentomon cocqueti ingår i släktet Eosentomon och familjen trakétrevfotingar. Inga underarter finns listade i Catalogue of Life.